# نيمفادورا تونكس
نيمفادورا «دورا» تونكس (بالإنجليزية: Nymphadora Tonks)‏ هي مطاردة للسحر الأسود وأحد أعضاء جماعة العنقاء. لها مقدرة التحول وتغيير شكلها. أمها هي أندروميدا بلاك، وهي أخت بيلاتريكس ليسترانج ونارسيسا مالفوي، وايضا ابنة عم سيريوس بلاك، أما أبوها فهو تيد تونكس، مولود من العامة، وبسبب زواج والديها تبرأت عائلة والدتها منها. في هوغوورتس، تونكس كانت في هافلباف.
في هاري بوتر والأمير خليط الدم، أصبحت تونكس أقل مرحاً، وتغير شكل الباترونوس خاصتها إلى كائن مستذئب مما دفع هاري للاعتقاد أنها كانت تحب سيريوس بلاك، وأن هذا كان بسبب موته. لاحقاً، تبين أن تونكس تحب ريموس لوبين.
في هاري بوتر والمقدسات المميتة، تزوجت تونكس بريموس لوبين، وساعدت جماعة العنقاء في مغادرة بيت عائلة درسلي، حيث كانت مع رون الذي كان متنكراً في زي هاري. لاحقاً، أصبحت تونكس حاملاً، وفي شهر أبريل، أنجبت ولداً أسمته على اسم والدها الذي توفي قبل أشهر، تيدي ريموس لوبين.وجعلت هي ولوبين هاري الأب الروحي له. في معركة هوغورتس، قتل كل من تونكس ولوبين، مما ترك الصبي اليتيم في رعاية جدته أندروميداوأبوه الروحي هاري.